# Ladzany
Ladzany és un poble i municipi d'Eslovàquia. Es troba a la regió de Banská Bystrica, al centre del país. La primera menció escrita de la vila es remunta al 1233.

## Demografia
| Godina             | 1994 | 2004   | 2014   | 2024    |
| ------------------ | ---- | ------ | ------ | ------- |
| Nombre de persones | 298  | 299    | 302    | 254     |
| Diferència         |      | +0,33% | +1,00% | −15,89% |

| Godina             | 2023 | 2024   |
| ------------------ | ---- | ------ |
| Nombre de persones | 253  | 254    |
| Diferència         |      | +0,39% |